# 3305 Ceadams
3305 Ceadams (1985 KB) là một tiểu hành tinh vành đai chính được phát hiện ngày 21 tháng 5 năm 1985 bởi Alan C. Gilmore và Pamela M. Kilmartin ở Mount John.